# Station Kempston Hardwick
Kempston Hardwick is een spoorwegstation van National Rail in Kempston Hardwick, Bedford in Engeland. Het station is eigendom van Network Rail en wordt beheerd door West Midland Trains. 